# Ander a syn Olomouc
Ander a syn Olomouc, známější pod zkratkou ASO, byla obchodní společnost se sídlem v Olomouci, která v Československu provozovala síť obchodních domů.

## Historie

### Počátky firmy
Společnost založil obchodník Josef Ander st. (1865–1933), který začínal v kramářské budce číslo 20 u poutního kostela na Svatém Kopečku, krámek převzal po svém otci Janu Anderovi. Vyráběl a prodával sošky Panny Marie z biskvitu. Dařilo se mu a roku 1906 pod firmou „Josef J. Ander“ otevřel obchod s galanterním zbožím a hračkami v Olomouci. Byl stále úspěšný, postupně začal spolu se svými pěti syny vytvářet síť obchodních domů nabízejících velký sortiment zboží denní spotřeby i v jiných městech.[zdroj?]

### Vznik společnosti ASO
Po jeho smrti se obchodu ujal nejstarší syn Josef Ander ml., který firmu přejmenoval. Ve třicátých letech už společnost kromě hlavní administrativní budovy v centru Olomouce (Legionářská ulice) disponovala dvaceti obchodními domy, mj. v Brně, Ostravě, Košicích, Praze, Plzni, ale také ve Vídni nebo až v peruánské Limě. Spolupracovníkem firmy byl architekt Bohumír F. A. Čermák, který navrhoval její obchody v duchu funkcionalismu. Brněnské ASO na České ulici se stalo v roce 1935 první budovou v Československu opatřenou eskalátory. Společnost také roku 1937 finančně vstoupila do Sportovního klubu Olomouc, který se od té doby nazýval SK Olomouc ASO. Vybudovala pro něj v letech 1938 až 1940 stadion, který byl později pojmenován na počest ředitele firmy Andrův stadion.[zdroj?]

### Po roce 1948
V roce 1948 byla znárodněna, Anderova rodina přišla o veškerý majetek včetně rodinné vily na Svatém Kopečku. Josef Ander ml. i jeho druhá manželka Malvína Andrová rozená Jáchymková strávili padesátá léta v uranových dolech v Jáchymově. Z jejich funkcionalistické rodinné vily na Svatém Kopečku se stala mateřská školka. Olomoucký obchodní dům ASO stál až do roku 1972, kdy byl zbořen a na jeho místě vystavěn Prior. Zachovala se však kancelářská a skladištní budova na rohu Hynaisovy a Legionářské ulice.[zdroj?]

### Reklama
Firma používala mj. reklamní slogan „Šetři kasu, kupuj v ASU“, jehož autorem byl důstojník letectva Josef Tománek.

## Současnost
Od 90. let 20. století slouží prostory poslední stojící budovy firmy ASO pro komerční účely. V roce 2024 byly otevřeny ASO ateliéry.[zdroj?]

## Galerie

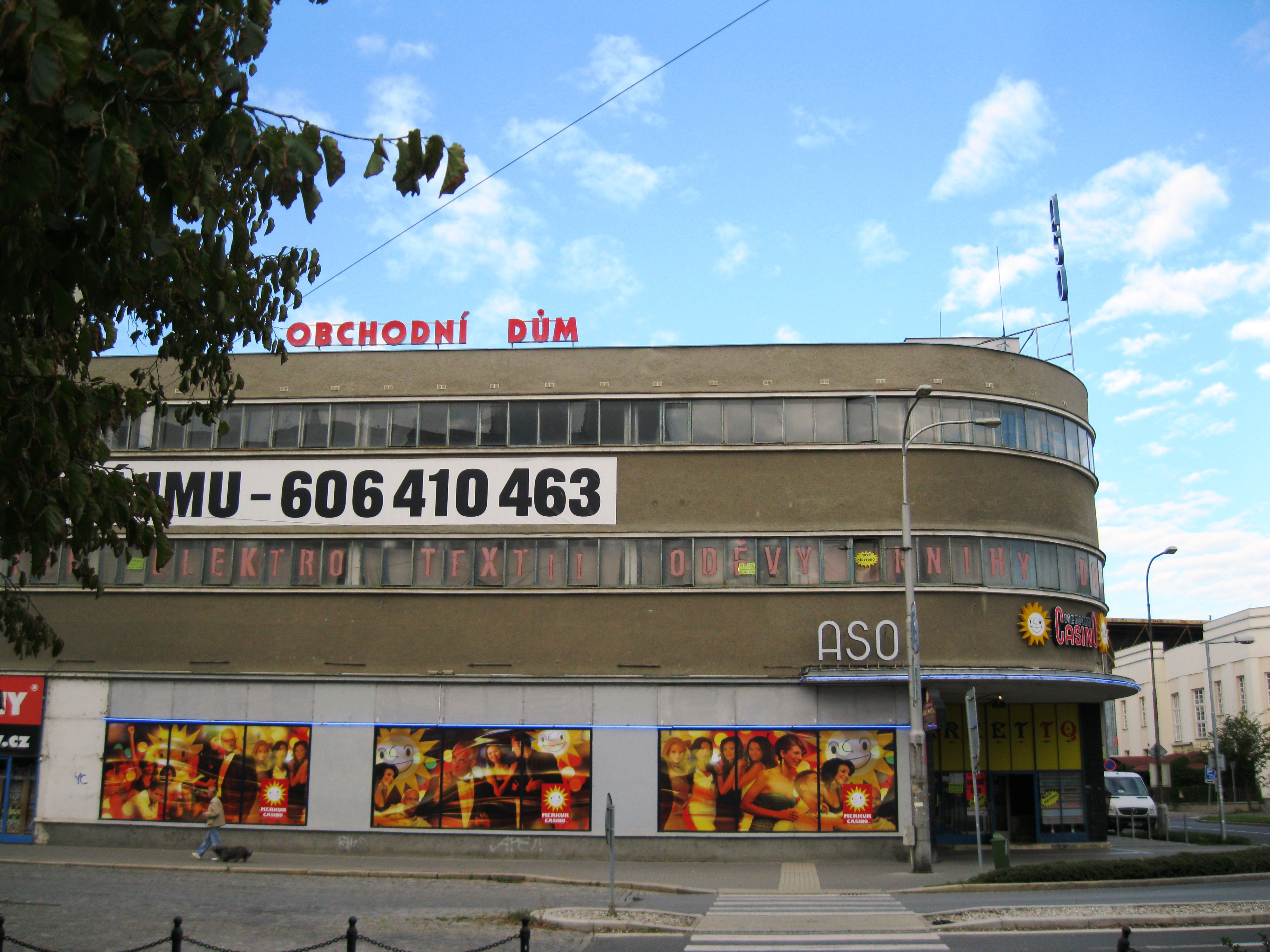
Celkový pohled
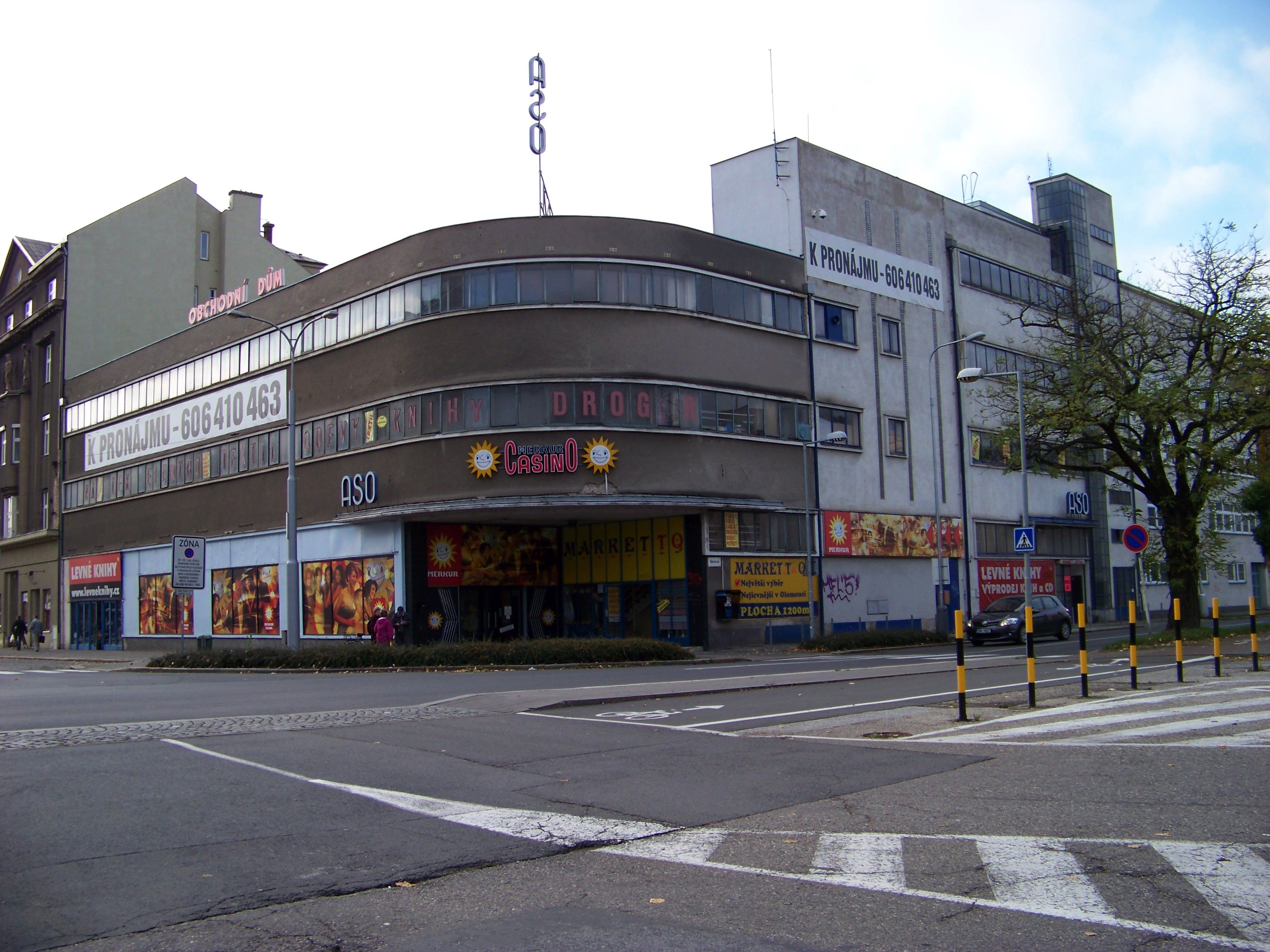
Pohled od parkoviště
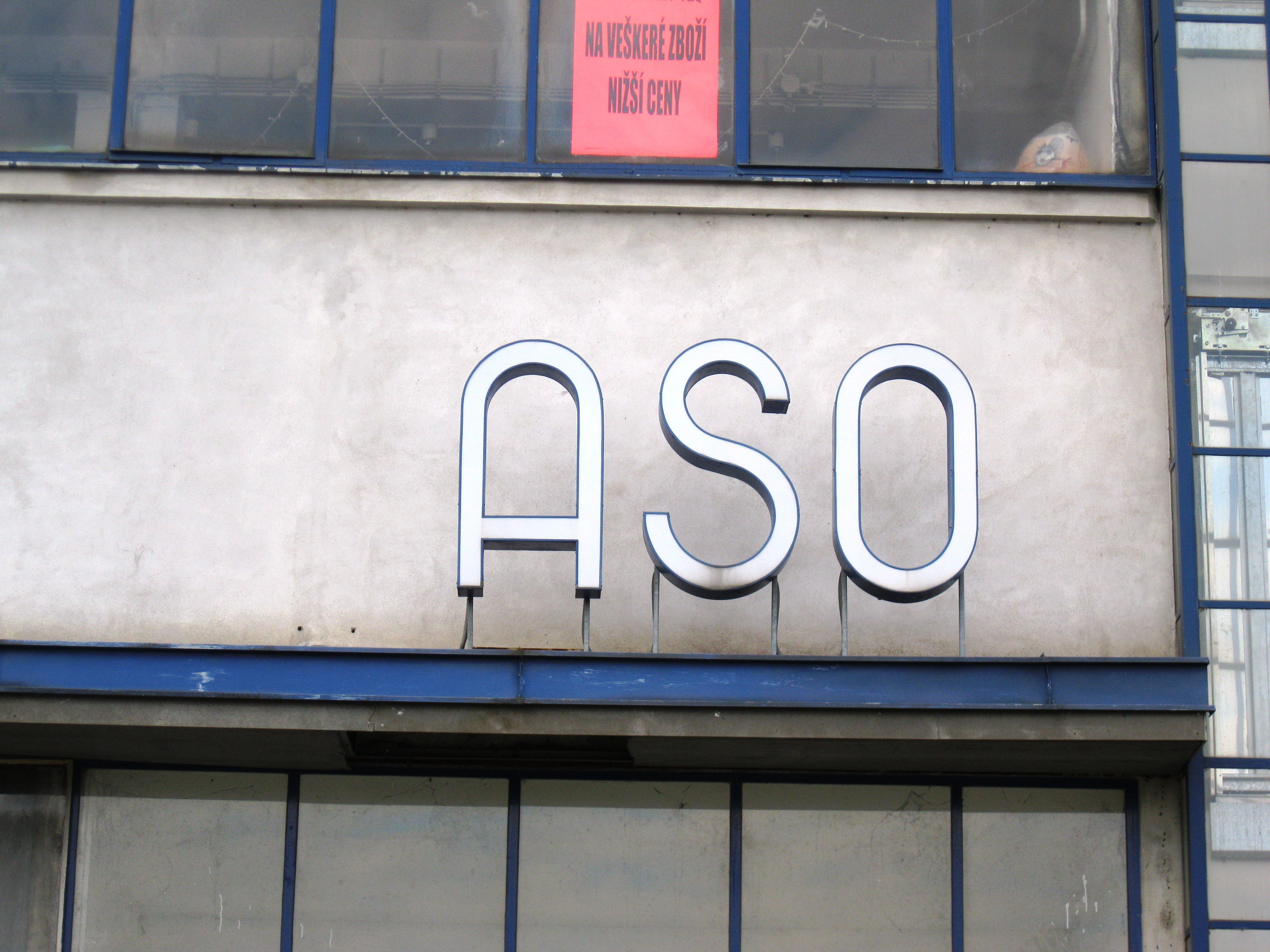
Logo firmy Ander a synové (ASO)
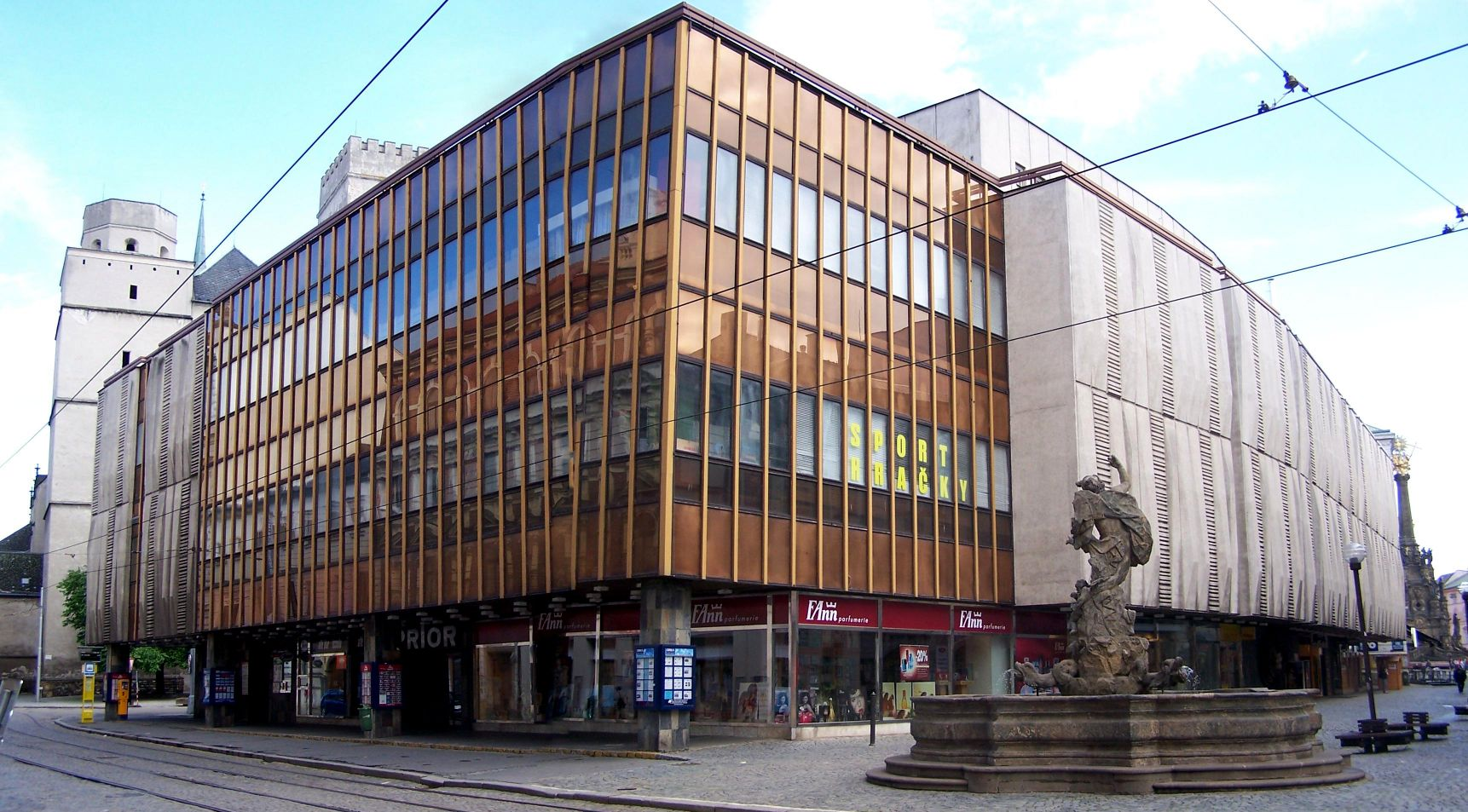
Místo, kde do roku stál obchodní dům ASO (Dnes Galerie Moritz)